# نيتوتشكا نزفانوفا
نيتوتشكا نزفانوفا (بالروسية: Неточка Незванова) هي رواية غير مكتملة لفيودور دوستويفسكي. كان من المفترض أن تكون عملاً ضخمًا على شكل «اعتراف»، لكن كل ما أنجز ونُشر منه كان رسمًا لخلفية البطلة في مرحلة الطفولة والمراهقة. وفقًا للمترجمة جين كنتيش، كان المقصود من القسم الذي نُشر أولًا أن يكون «مجرد مقدمة للرواية». بدأ دوستويفسكي العمل على الرواية في عام 1848، ونُشر القسم الأول المكتمل في نهاية عام 1849. أعاق إتمام العمل اعتقال الكاتب ونفيه إلى معسكر اعتقال سيبيري لدوره في أنشطة رابطة بيتراشيفسكي. بعد عودته في عام 1859، لم يستأنف دوستويفسكي العمل على رواية نيتوتشكا نزفانوفا، تاركًا هذا الجزء غير مكتمل إلى الأبد.
تأتي الرواية ضمن أسلوب التشكيل، من ناحية تصور التجارب والعواطف من سنوات النشأة الأولى لنيتوتشكا، كما تذكرها في مرحلة النضج.

## تاريخ العمل
في أوائل عام 1847، كان دوستويفسكي يخطط للسفر إلى إيطاليا، حيث كان يخطط لبدء كتابة رواية جديدة لمجلة سوفريمينيك. في رسالة إلى شقيقه ميخائيل بتاريخ 7 أكتوبر 1846، يخبر الكاتب أنه يخطط لكتابة الجزء الأول من العمل المخطط له في إيطاليا وإرساله من الخارج إلى المجلة. كان دوستويفسكي يأمل في كتابة الجزء الثاني من الرواية في نفس المكان وتقديمه شخصيًا فور عودته. بحلول الخريف، كان المؤلف يأمل في الحصول على وقت لكتابة جزء أو جزأين آخرين وإكمال الرواية. قال دوستويفسكي لشقيقه: «الحبكة (والمقدمة) والفكر في رأسي». في نهاية شهر أكتوبر، أعلن الكاتب مرة أخرى عن الرواية التي يخطط لها، والتي يتوقع أن يكتبها العام المقبل بأكمله، من أجل نشرها لاحقًا مع رواية «المساكين» ورواية «الشبيه». جنبا إلى جنب مع فكرة عمل جديد في خريف عام 1846، عمل دوستويفسكي «بشكل جديد وسهل ونجاح» على رواية «ربة البيت»، على الرغم من أن فكرة الرواية الجديدة جذبت الكاتب أكثر فأكثر.
في رسالة مؤرخة في 26 نوفمبر، كتب دوستويفسكي إلى شقيقه عن الانفصال عن مجلة سوفريمينيك والتقارب مع أوتيشيستفيني زابيسكي بسبب خلاف مع نيكراسوف: "لقد واجهت مشكلة أخيرًا في الخلاف مع سوفريمينيك في شخص نيكراسوف<...> وفي الوقت نفسه، كان كريفسكي سعيدًا بهذه المناسبة، وقدم لي المال ووعد، علاوة على ذلك، بسداد جميع ديوني بحلول 15 ديسمبر. لهذا أنا أعمل معه حتى الربيع ". في هذا الوقت، أعمل في «ربة البيت»، «عمل من أجل الفن المقدس، عمل مقدس، نقي، في بساطة قلب لم يرتجف أو يتحرك بهذه الطريقة» لدوستويفسكي، والذي خطط الكاتب لإنهائه بحلول يناير 1847، أوقفته أخيرًا فكرة رواية «نيتوشكا نيزفانوفا»، التي ظهر عنوانها لأول مرة في 17 ديسمبر 1846. بسبب المشاكل المالية، لم يتمكن دوستويفسكي من السفر إلى الخارج، كما خطط سابقًا.
من الرسالة نفسها المؤرخة في 17 ديسمبر 1846، يترتب على ذلك أن دوستويفسكي خطط لإكمال العمل في الجزء الأول بحلول 5 يناير 1847، لأنه «تعهد بتسليمه إلى كريفسكي». بحلول هذا الوقت، كان الكاتب يخطط لرواية في ثلاثة أجزاء ويأمل أن تنجح مع القراء: «لا يزال يبدو لي أنني بدأت تجربة مع كل أدبنا ومجلاتنا ونقادنا، وثلاثة أجزاء من روايتي في أوتيشيستفيني زابيسكي، أنا أصنع أسبقيتي هذا العام، على الرغم من كثيرين.». تخبر الرسائل من النصف الأول من عام 1847 عن عمل دوستويفسكي النشط في العمل وآماله في إنهاء الرواية بحلول الخريف: «الرواية ستكمل العام، وسيبدأ الاشتراك، والأهم من ذلك، إذا لم أكن مخطئًا الآن، سيكون شيئًا رئيسيًا في العام.» ومع ذلك، فإن العمل في أعمال أخرى يصرف الكاتب عن الرواية. على وجه الخصوص، في هذا الوقت، وبالتوازي مع ذلك، استمر العمل في «ربة البيت»، وهو الانتهاء الوشيك الذي ذكره دوستويفسكي في رسالة مؤرخة في 9 سبتمبر 1847. في عام 1847، لم تكن «نيتوشكا نيزفانوفا» قد اكتملت ابدا.
في عام 1848، قرأ دوستويفسكي مقتطفات من «نيتوشكا نيزفانوفا» في اجتماعات دائرة بتراشيفسكي، التي حضرها حتى نوفمبر 1848. استنادًا إلى مذكرات بيتر سيميونوف-تيان-شانسكي، يعتقد الباحثون في عمل الكاتب أن جزءًا كبيرًا من العمل قد تمت كتابته بالفعل بحلول منتصف العام. بالإضافة إلى ذلك، لاحظ المستمعون الأوائل أن النسخة المروية كانت «أكثر اكتمالاً بكثير مما نُشرت» لاحقًا. في مسودات الرواية، يتم السرد نيابة عن المؤلف، ولكن بالفعل في إصدار المجلة تصبح نيتوتشكا الراوي، وتحصل الرواية على العنوان الفرعي «قضية امرأة». بالإضافة إلى ذلك، تغيرت قطعة الأرض وحجم العمل المقصود. تم نشر ثلاثة أجزاء: «الطفولة»، «الحياة الجديدة»، «الغموض»؛ أصبحوا أكثر استقلالية عن بعضهم البعض، واحتفظوا بالانتماء إلى الرواية. تم التخطيط لأكثر من ستة أجزاء في المجمل.
في 8 يناير 1849، تم الحصول على إذن من لجنة الرقابة في سانت بطرسبرغ لطباعة الجزء الأول من الرواية. تم نشره لأول مرة في العدد الأول من أوتيشيستفيني زابيسكي لعام 1849. في 1 فبراير 1849، وعد دوستويفسكي كرايفسكي أنه بحلول يوليو 1849 سيتم نشر «الأجزاء الستة الأولى» من الرواية في المجلة. عند المراجعة، اختصر المؤلف الرواية بصفحة ونصف مطبوعة. في 10 فبراير، تمت الموافقة على ختم الجزء الثاني، الذي ظهر في العدد الثاني من أوتيشيستفيني زابيسكي. بحلول 15 فبراير، وعد دوستويفسكي بتوفير الجزء الثالث، على أمل الحصول على 100 روبل مقابل ذلك. ولكن حتى نهاية شهر مارس، تمكن الكاتب من إنهاء الفصل الأول فقط من فصلين. على أمل الحصول على وقت لنشر الجزء الثالث بالكامل في عدد أبريل من المجلة، بدأ دوستويفسكي في إرساله إلى المحرر على شكل أجزاء، لكن لم يكن لديه وقت. في رسالة إلى كرافسكي بتاريخ 31 مارس 1849، وعد الكاتب بتقديم الجزء الرابع بحلول 10 أبريل، والخامس بحلول 15 أبريل. لكنه في النهاية لم يرسل شيئًا، وفي 23 أبريل تم اعتقاله. في 30 أبريل 1849، تم الحصول على إذن بطباعة الجزء الثالث من الرواية غير المكتملة، ولكن بدون توقيع دوستويفسكي. نُشر الجزء الثالث في عدد مايو 1849 من مجلة أوتيشيستفيني زابيسكي.

## الحبكة
تتكشف الحبكة من خلال ثلاثة أقسام متمايزة، بشكل يماثل الاضطرابات في حياة البطلة.
تهتم الفصول الثلاثة الأولى بتذكر نيتوتشكا لطفولتها مع والدتها وزوجها في سان بطرسبرغ، حتى وقت وفاتهما. تبدأ بالقصة الخلفية لزوج أمها، إيفيموف، عازف الكمان الموهوب ولكن المهووس بنفسه، والذي وصفته بأنه «أغرب شخص والأكثر استثنائية بين من عرفتهم على الإطلاق»، وقد كان لهذا الرجل أثر قوي عليها تجلى في بقية حياتها. جلب جنون إفيموف الفقر المدقع والخلاف إلى الأسرة، وترك للطفلة نظرة مبكرة ومؤلمة حول الجانب المظلم من المشاعر الإنسانية. انتهى هذا الجزء من حياتها حين قتل إفيموف والدتها، وبعد ذلك أصبح هو نفسه مجنونًا ومات.
تبنى الأمير إكس نيتوتشكا، وهو أحد معارف زوج والدتها، والفصلان 4 و5 يتحدثان عن انغماس الفتاة اليتيمة في هذا العالم الأرستقراطي غير المألوف، مع التركيز بشكل خاص على علاقتها بابنة الأمير كاتيا. تقع نيتوتشكا على الفور في حب كاتيا الجميلة، لكن كاتيا تحفظت في البداية تجاه الوافد الجديد الغريب، وكانت قاسية ومراوغة معها. لكن بمرور الوقت، تحولت هذه الكراهية الواضحة إلى رد فعل عاطفي بنفس القدر من مشاعر نيتوتشكا. أدى حبهما الصغير المعلن إلى حميمية أثارت قلق والدة كاتيا، التي اتخذت في النهاية خطوات لضمان انفصالهما. انتقلت عائلة كاتيا إلى موسكو، ووُضعت نيتوتشكا في رعاية أخت كاتيا الكبرى غير الشقيقة ألكسندرا ميخائيلوفنا. وفقًا للراوي، لن ترى نيتوتشكا وكاتيا بعضهما مدة ثماني سنوات أخرى، ولكن بما أن الرواية لم تكتمل، فلم تجتمعا بعد ذلك.
تصف الفصول النهائية سنوات مراهقة نيتوتشكا التي نشأت في منزل السيدة ألكسندرا ميخائيلوفنا اللطيفة والأمومية وزوجها البارد بيوتر ألكساندروفيتش. نشأت علاقة تعاطفية عميقة بينها وبين ألكسندرا ميخائيلوفنا، ولكنها شعرت بالانزعاج من موقف صديقتها الجزع بشكل مؤلم تجاه زوجها، وما بدا أنه لامبالاة مدروسة وعدم اكتراث من جانبه. اشتبهت نيتوتشكا بوجود بعض الغموض في ماضيهما، وفي النهاية، ظهر أمامها دليل على هيئة رسالة اكتشفتها عن طريق الخطأ مخبأة بين صفحات كتاب قديم في المكتبة، وهي رسالة إلى ألكسندرا ميخائيلوفنا من عاشق مهتاج، أعرب فيها عن أسفه لضرورة الانفصال النهائي بينهما، وحزنه بسبب الأضرار المتعذر إصلاحها التي لحقت بسمعتها وزواجها. أطلق اكتشاف نيتوتشكا الرسالةَ سلسلةً من الأحداث أدت إلى وصول ألكسندرا ميخائيلوفنا إلى حد الانهيار العاطفي، ووصول نيتوتشكا إلى حد النسوية وهي تواجه بيوتر أليكساندروفيتش بحقيقة ما فعله بزوجته.
تُرك العديد من المواضيع السردية، مثل العلاقة بين نيتوتشكا وكاتيا، دون حل، لكن مع وجود مؤشرات واضحة على أنها ستُستأنف في مرحلة مستقبلية من الرواية. تلاحظ ألكسندرا ميخائيلوفنا بدايةً أن نيتوتشكا لديها صوت جميل، ثم تتخذ الترتيبات اللازمة لها لتلقي التدريب. يظهر حبها للغناء وعلاقته بحياتها العاطفية في عدد من المشاهد، ولكن من الواضح أن تطورها الفني ما يزال في مراحله الأولى. تنتهي الرواية بتبادل مبهم بين نيتوتشكا وأوفروف، سكرتير بيوتر أليكساندروفيتش، ما يوحي بمزيد من التطور للقصة المتعلقة برسالة الحب.

## الشخصيات
إحدى الشخصيات في الرواية هو أوفروف، مساعد في شؤون بيوتر ألكساندروفيتش. على أساس جزء صغير باق من المخطوطة، توصل الباحثون في عمل دوستويفسكي إلى استنتاج مفاده أن هذه الشخصية قد تم تصورها في الأصل على أنها «حالم» آخر، كان دوره مهمًا بدرجة كافية. في الخطط المبكرة للمؤلف، كان هذا البطل، بدلاً من نيتوتشكا، هو الذي وجد رسالة من شخص مجهول مع فكرة قريبة ومفهومة عن شخصيته عن «اتحاد أخوي بين قلبين». اقترح ن.ن. سولومينا أن دوستويفسكي تصور علاقة معقدة بين أوفروف ونيتوتشكا. ومع ذلك، في النسخة النهائية، لم يتم الكشف عن صورته. ينتهي العمل بعد الاجتماع الأول لأوفروف ونتوشكا.

## الموضوعات

### الفن والفنان
كانت مكانة الفن والفنان، ولا سيما الفنان الرومانسي، موضوع نقاش أدبي كبير في أواخر أربعينيات القرن التاسع عشر، وكان القصد من نيتوشكا نيزفانوفا أن يكون بيان دوستويفسكي الأدبي عن وجهة نظره بشأن هذه القضية. وفقًا لـجوزيف فرانك، فإن الهدف النهائي لدوستويفسكي، على الرغم من أنه ظل غير محقق، كان "تصوير شخصية توحد التفاني في الفن مع التزام حازم بنفس القدر بالمُثل الأخلاقية والاجتماعية العليا. تعيش نيتوشكا في طفولتها في ظل هوس إيفيموف الفني الذي يستهلك كل شيء، والذي يشوه في البداية حساسيتها الأخلاقية، ولكنه يصبح الدافع لتنمية ضمير عطوف لا يعرف الخوف مرتبط بحبها للتعبير الفني. وهكذا كان دوستويفسكي يرغب في رفض كل من أنانية الرومانسية، كما صورها إيفيموف، ومادية أولئك، مثل بلنسكي، الذين أرادوا التركيز فقط على الأهداف النفعية والعملية على حساب الفن.

### قضية المرأة
موضوع آخر كان موضع نقاش كبير في ذلك الوقت هو مكانة المرأة في المجتمع، أو ما أصبح يعرف باسم «قضية المرأة». كان هدف دوستويفسكي، غير المسبوق في ذلك الوقت في روسيا، هو «تصوير امرأة موهوبة وذات إرادة قوية ترفض السماح لنفسها بالسحق - والتي تصبح البطلة الإيجابية الرئيسية لرواية كبرى»، بدلاً من مجرد تصوير المرأة على أنها ضحية الظلم أو الخطيئة. كانت الرواية في الأصل مترجمة «تاريخ المرأة».

## النقد
موضوع الطفل المعذب ثابت في عمل دوستويفسكي. تسبق نيتوشكا نيزفانوفا من نواحٍ عديدة الشخصيات النسائية «المتحررة»، مثل ناتاشا إخمينيفا («مذلون مهانون»)، دنيا راسكولينكوفا («الجريمة والعقاب»)، أغلايا إبانتشينا («الأبله»)، كاترينا نيكولايفنا أخماكوفا («مراهق») وإلخ.